# 7119-es mellékút (Magyarország)
A 7119-es számú mellékút egy négy számjegyű mellékút Somogy vármegye északnyugati szélén.

## Nyomvonala
A 7-es főútból kiágazva indul, annak 164+300-as kilométerszelvényénél, Balatonkeresztúr központjában, észak felé, Ady Endre utca néven. Ugyanott torkollik be a főútba az ellenkező irányban, dél felől a 6707-es út. 600 méter után keresztezi a MÁV 37-es számú Somogyszob–Balatonszentgyörgy-vasútvonalát – közvetlenül előtte kiágazik belőle nyugat felé a mintegy 140 méter hosszú 71 318-es út, ami Balatonkeresztúr vasútállomáshoz vezet –, majd, még a 800. méterszelvénye előtt keresztezi a 30-as számú Budapest–Murakeresztúr-vasútvonalat is, Balatonmáriafürdő vasútállomás nyugati végénél.
A vágányokon áthaladva az út egyúttal át is lép Balatonmáriafürdő területére: itt a Gróf Széchenyi Imre tér nevet veszi fel, áthalad egy körforgalmon, majd kevéssel azután az eddig követett északi irányát elhagyva nyugatnak fordul. Itt ismét Ady Endre utca a neve, az 1+900-as kilométerszelvényéig, ahol visszalép Balatonkeresztúr területére, és a Berényi utca nevet veszi fel. Itt egy hosszabb szakaszon közvetlenül a vasút és a Balaton-part között halad, közben, a 2+900-as kilométerszelvényénél átlép Balatonberény területére, ahol Balaton út lesz a neve.
A vasúttal ezután is közvetlenül egymás mellett haladnak, de a part vonalvezetése itt kicsit északabbi irányba húzódik. Balatonberény megállóhelyet elhagyva, a 6. kilométere közelében távolodik csak el az út a vasúttól, ott viszont visszatér a jobb oldalára a part menti nádas. 9,2 kilométer megtétele után átlép Balatonszentgyörgy területére, ott ér véget, beletorkollva a 76-os főútba, annak 6+500-as kilométerszelvénye előtt. Teljes hossza, az országos közutak térképes nyilvántartását szolgáló kira.gov.hu adatbázisa szerint 9,300 kilométer.